# آزلوسیلین
آزلوسیلین(به انگلیسی: Azlocillin) یک آنتی‌بیوتیک آسیل آمپی‌سیلین وسیع الطیف است که در شرایط آزمایشگاهی قدرت بیشتری از کربوکسی پنی سیلین‌ها از خود نشان داده است. آزلوسیلین شبیه به مزلوسیلین و پیپراسیلین است. این دارو فعالیت ضد باکتریایی خوبی در برابر طیف گسترده‌ای از باکتری‌ها، از جمله سودوموناس آئروژینوزا از خود نشان می‌دهد و بر خلاف اکثر سفالوسپورین‌ها، فعالیت خوبی در برابر آنتروکوک‌ها دارد. 

## سنتز

سنتز آزلوسیلین: eidem

سنتز آزلوسیلین 2: